# Amargo adiós
«Amargo adiós» es una canción del género ska y reggae así como el sencillo debut de la banda mexicana Inspector de su álbum debut de estudio, Alma en Fuego (2001).

## Antecedentes y signficado
En poco tiempo la canción junto con el disco de la agrupación comenzó a sonar en varias estaciones de radio del país y a posicionarse en el gusto del público.
La canción en sí expresa la negativa del narrador a prolongar la situación y a mantener una amistad después de la ruptura, reconociendo que es un adiós inevitable y amargo.

## Lista de canciones

### CD - Promo[7]
| Amargo adiós — Sencillo |                                                                  |          |  |
| N.º                     | Título                                                           | Duración |  |
| 1.                      | «Amargo Adiós (Album Version)»                                   | 3:52     |  |
| 2.                      | «Amargo Adiós (Versión Tequila Con Mariachi)»                    | 3:53     |  |
| 3.                      | «Amargo Adiós (Remix La Versión Del Selector!! (Full Version)»   | 7:39     |  |
| 4.                      | «Amargo Adiós (Remix La Versión Del Selector!! (Riddim Version)» | 7:37     |  |

## Posiciones en las listas
| Listas (1992)                              | Posición |
| ------------------------------------------ | -------- |
| Estados Unidos Billboard Latin Pop Airplay | 34       |

## Premios y nominaciones
| Año  | Publicación | País | Lista                                 | Puesto |
| ---- | ----------- | ---- | ------------------------------------- | ------ |
| 2006 | Alborde     | EUA  | 500 canciones del Rock Iberoamericano | 187°   |